# Hondeghem
Hondeghem (niederländisch: Hondegem, Aussprache [ɔ̃dɡɛm]) ist eine französische Gemeinde im Département Nord in der Region Hauts-de-France im historischen westflämischen Sprachgebiet Französisch-Flanderns. Hondeghem hat 915 Einwohner (Stand: 1. Januar 2022), die Hondeghemois und Hondeghemoises genannt werden, und gehört zum Arrondissement Dunkerque und ist Mitglied im Gemeindeverband Cœur de Flandre Agglo.

## Geografie

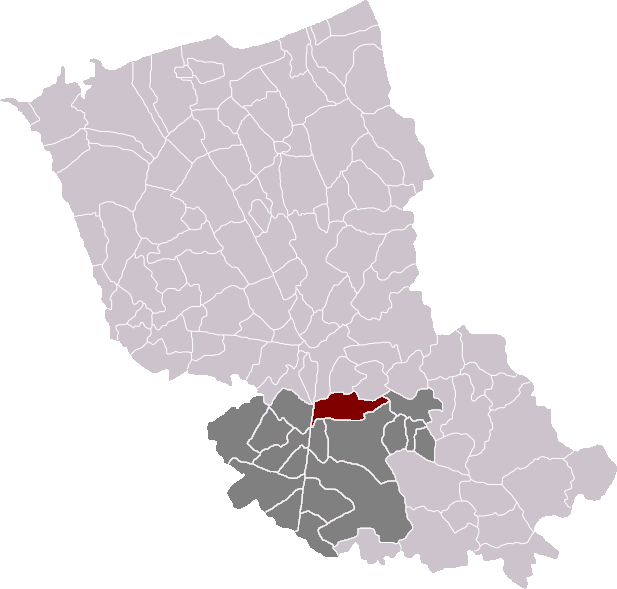
Lage von Hondeghem im Arrondissement Dunkerque

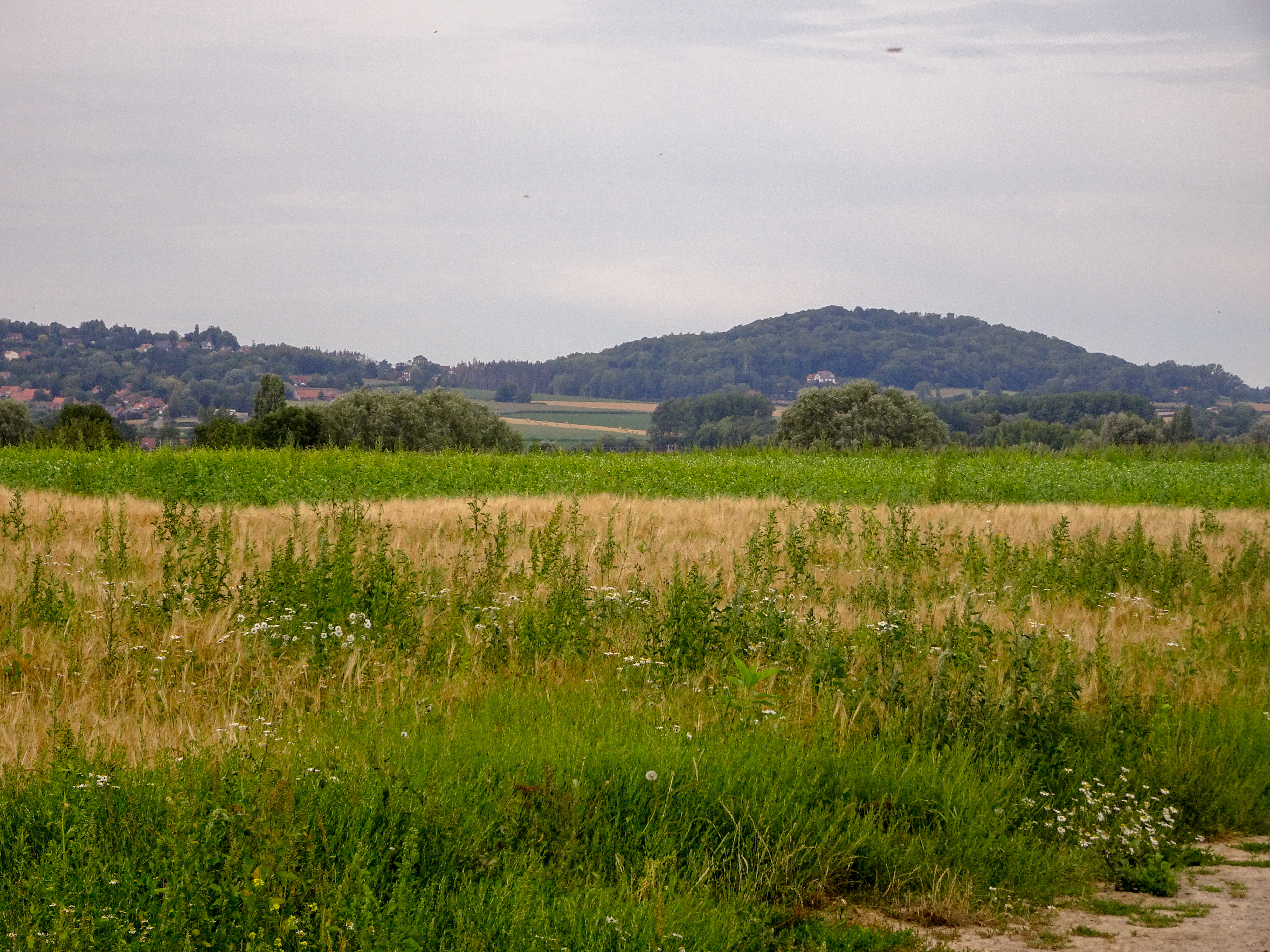
Blick von Hondeghem auf die Monts de Flandre

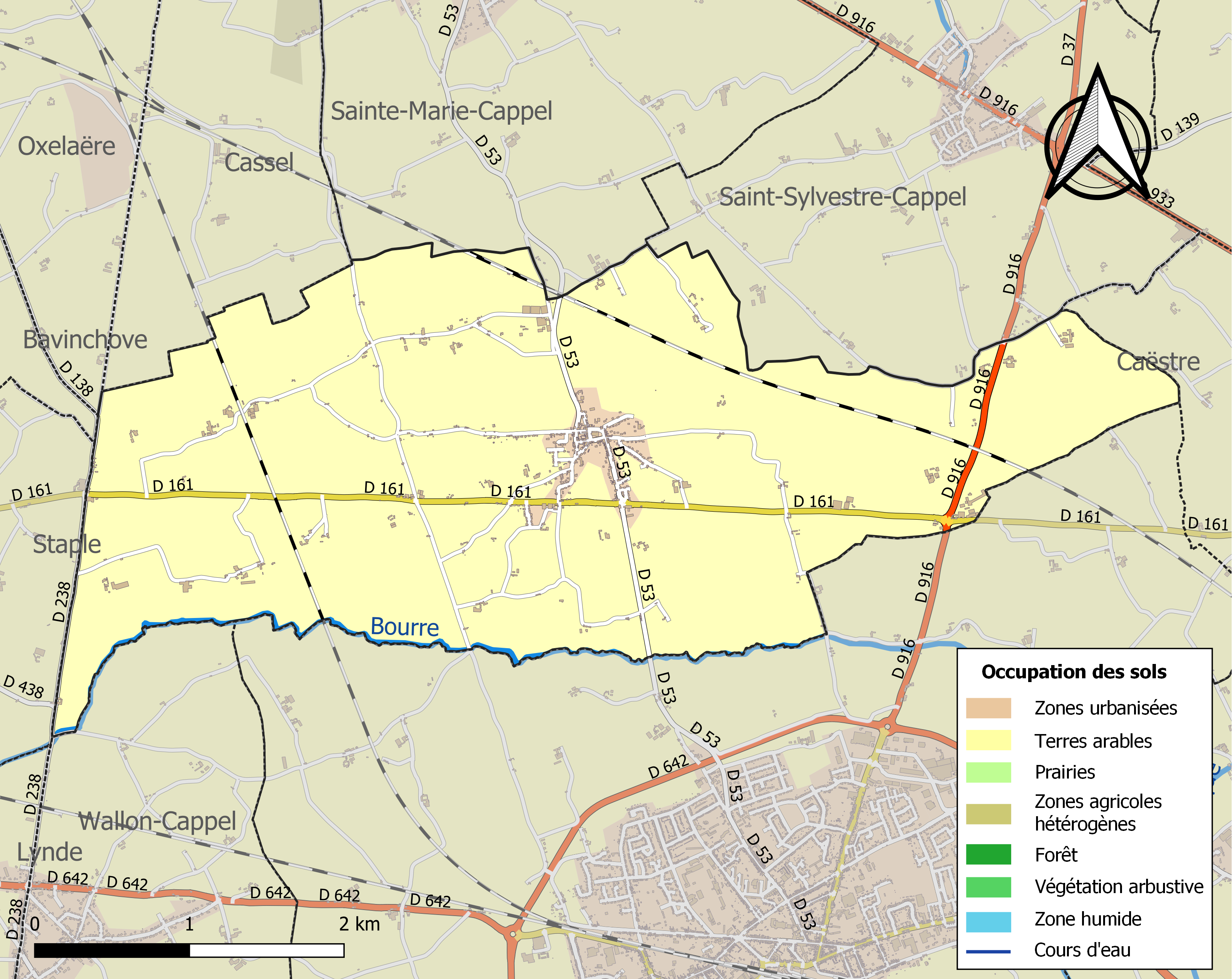
Bodennutzung, Hydrografie und Infrastruktur der Gemeinde (2018)

Hondeghem liegt etwa 33 Kilometer südsüdöstlich von Dünkirchen und etwa 41 Kilometer westnordwestlich von Lille in der Région naturelle Houtland unmittelbar südlich der Hügelkette Monts de Flandre. An der südlichen Gemeindegrenze verläuft das Flüsschen Bourre, das hier noch Borre Becque genannt wird. Außerdem wird Hondeghem vom zeitweise trockenfallenden Ruisseau de Sainte-Marie, von der Becque de la Bréarde, von der Hondsteen Becque, der zeitweise trockenfallenden Cleenbecque und verschiedenen kleineren Bächen entwässert. Das Zentrum liegt auf einer Höhe von etwa 45 m. Das Gelände ist relativ flach mit einer minimalen Höhe von 24 m im Südosten und einer maximalen Höhe von 57 m westlich des Zentrums.
Etwa 98 % der Fläche der Gemeinde werden landwirtschaftlich genutzt, etwa 3 % entfallen auf bebaute Flächen (Stand: 2018).
Umgeben wird Hondeghem von den Nachbargemeinden Oxelaëre im Nordwesten und Norden, Cassel und Sainte-Marie-Cappel im Norden, Saint-Sylvestre-Cappel im Nordosten, Caëstre im Osten, Hazebrouck im Süden, Wallon-Cappel im Südwesten, Staple im Westen sowie Bavinchove im Nordwesten.

## Etymologie
Der Name der Gemeinde leitet sich aus dem germanischen Hundinga haim, „Siedlung der Leute von Hundo“ ab, wobei das germanische hunda „Hund“ bedeutet. Formen waren in der Folge „Hundingehem“ (1152), „Vndinguehem“ (1164), „Canisuilla“ (1178, 1180, 1181, 1183), „Hondinghem“ (1196), „Hondenghem“ (1214), „Houdeghem“ (1793).

## Bevölkerungsentwicklung

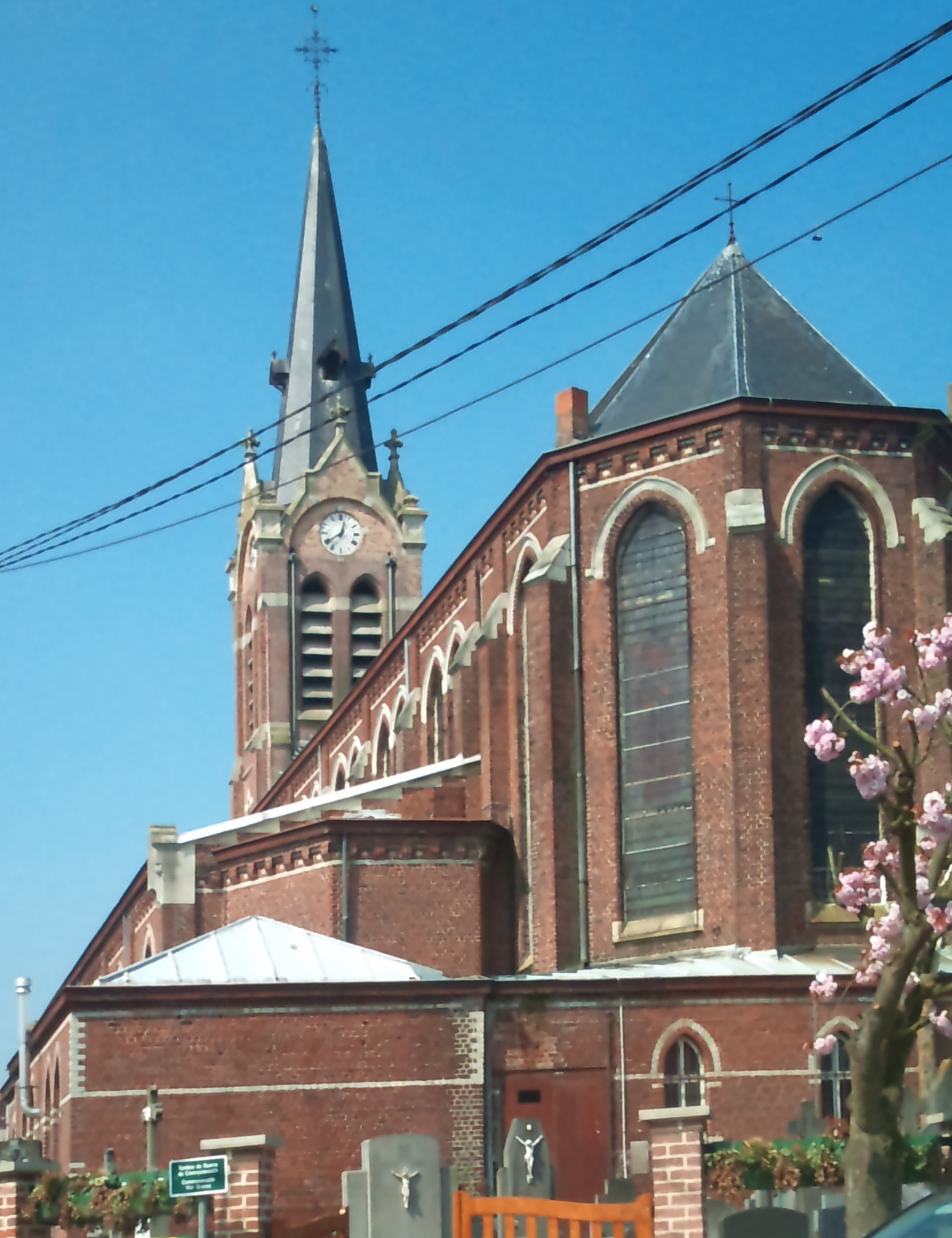
Kirche Saint-Omer

| Jahr                       | 1962 | 1968 | 1975 | 1982 | 1990 | 1999 | 2006 | 2013 | 2020 |
| Einwohner                  | 738  | 675  | 712  | 835  | 898  | 936  | 945  | 972  | 922  |
| Quellen: Cassini und INSEE |      |      |      |      |      |      |      |      |      |

## Sehenswürdigkeiten
- Kirche Saint-Omer aus dem 13. Jahrhundert. Sie birgt zahlreiche Ausstattungsgegenstände, die in der Base Palissy gelistet sind, darunter eine große Anzahl, die als Monument historique der beweglichen Objekte klassifiziert sind.
- Schloss Hondeghem
- Britischer Militärfriedhof

## Verkehr
Die Departementsstraße D 916, die ehemalige Route nationale 16 von Sarcelles nach Dünkirchen, durchquert das östliche Gemeindegebiet auf etwa 1,5 Kilometer Länge von Süd nach Nord. Die Departementsstraße D 161 verbindet das Zentrum von Hondeghem mit Staple im Westen und mit Caëstre im Osten. Die nachgeordnete D 53 führt im Norden über Sainte-Marie-Cappel nach Cassel, im Süden nach Hazebrouck. Busse einer Linie der Transportgesellschaft Arc-en-Ciel des Départements Nord fahren zwischen Cassel und Hazebrouck.
Sowohl die Bahnstrecke Arras–Dunkerque als auch die Eisenbahn-Schnellfahrstrecke LGV Nord von Paris zum Eurotunnel durchqueren das Gemeindegebiet ohne Haltepunkte.